# Апержеман ле Пти
Апержеман ле Пти (фр. Abergement-le-Petit) насеље је и општина у источној Француској у региону Франш-Конте, у департману Јура која припада префектури Лон ле Соније.
По подацима из 2011. године у општини је живело 39 становника, а густина насељености је износила 25,66 становника/km². Општина се простире на површини од 1,52 km². Налази се на средњој надморској висини од 284 метара (максималној 290 m, а минималној 250 m).

## Демографија
| 1962. | 1968. | 1975. | 1982. | 1990. | 1999. | 2011. |
| ----- | ----- | ----- | ----- | ----- | ----- | ----- |
| 51    | 46    | 38    | 32    | 39    | 43    | 39    |

График промене броја становника у току последњих година